# 今福東
今福東（いまふくひがし）は、大阪府大阪市城東区にある町名。現行行政地名は今福東一丁目から今福東三丁目。

## 地理
城東区の東部に位置し、南に今福南、北に古市、西に今福西、東に鶴見区鶴見と接している。

### 河川
- 城北川

## 世帯数と人口
2019年（平成31年）3月31日現在の世帯数と人口は以下の通りである。
| 丁目         | 世帯数    | 人口    |
| ------------ | --------- | ------- |
| 今福東一丁目 | 1,646世帯 | 3,362人 |
| 今福東二丁目 | 1,353世帯 | 2,821人 |
| 今福東三丁目 | 1,518世帯 | 2,966人 |
| 計           | 4,517世帯 | 9,149人 |

### 人口の変遷
国勢調査による人口の推移。
| 1995年（平成7年）  | 8,600人 | [ 5 ] |  |
| 2000年（平成12年） | 8,434人 | [ 6 ] |  |
| 2005年（平成17年） | 8,695人 | [ 7 ] |  |
| 2010年（平成22年） | 8,289人 | [ 8 ] |  |
| 2015年（平成27年） | 8,919人 | [ 9 ] |  |

### 世帯数の変遷
国勢調査による世帯数の推移。
| 1995年（平成7年）  | 3,218世帯 | [ 5 ] |  |
| 2000年（平成12年） | 3,500世帯 | [ 6 ] |  |
| 2005年（平成17年） | 3,835世帯 | [ 7 ] |  |
| 2010年（平成22年） | 3,793世帯 | [ 8 ] |  |
| 2015年（平成27年） | 4,040世帯 | [ 9 ] |  |

## 学区
市立小・中学校に通う場合、学区は以下の通りとなる。なお、小学校・中学校入学時に学校選択制度を導入しており、通学区域以外に城東区の小学校・中学校から選択することも可能。
| 丁目         | 番 | 小学校               | 中学校             |
| ------------ | --- | -------------------- | ------------------ |
| 今福東一丁目 | 全域 | 大阪市立鯰江東小学校 | 大阪市立鯰江中学校 |
| 今福東二丁目 | 全域 | 大阪市立鯰江東小学校 | 大阪市立鯰江中学校 |
| 今福東三丁目 | 1番 2番1～2号・22～28号 3番1～4号・21～29号 5～10番 13番（市営すみれ住宅13号を除く） 14～16番 17番1～4号・20～28号 | 大阪市立鯰江東小学校 | 大阪市立鯰江中学校 |
| 今福東三丁目 | 2番3～21号 3番5〜20号 4番、11〜12番 13番（市営すみれ住宅13号のみ） 17番5～19号                                     | 大阪市立すみれ小学校 | 大阪市立菫中学校   |

## 事業所
2016年（平成28年）現在の経済センサス調査による事業所数と従業員数は以下の通りである。
| 丁目         | 事業所数  | 従業員数 |
| ------------ | --------- | -------- |
| 今福東一丁目 | 128事業所 | 1,287人  |
| 今福東二丁目 | 111事業所 | 966人    |
| 今福東三丁目 | 84事業所  | 953人    |
| 計           | 323事業所 | 3,206人  |

## 交通

### 鉄道
- 大阪市高速電気軌道
  - 長堀鶴見緑地線 今福鶴見駅

### 道路
- 国道479号
- 大阪府道8号大阪生駒線（鶴見通）

## 施設
- 大阪城東郵便局
- 大阪済生会野江看護専門学校
- 大阪市立鯰江東小学校
- ヤマダデンキ テックランド今福東店
- 関西スーパー 今福店

## その他

### 日本郵便
- 〒536-0002[3]（集配局：大阪城東郵便局[13]）